# Harald von Bosse
Pour les articles homonymes, voir Bosse.
Harald Julius von Bosse (né le 17 septembre 1812 (29 septembre dans le calendrier grégorien) à Riga, mort le 26 février 1894 (10 mars dans le calendrier grégorien) à Dresde) est un architecte allemand de la Baltique, sujet de l'Empire russe, architecte et peintre.

## Biographie
Harald Ernestovitch von Bosse descend d'une famille de la noblesse allemande de la Baltique. Il fait ses études à Darmstadt et s'installe à Saint-Pétersbourg en 1831. Il travaille dans l'atelier d'Alexandre Brioullov et reçoit les grades suivants de l'académie impériale des beaux-arts: peintre libre en 1832, académicien en 1839, professeur en 1854. Il est architecte des bâtiments publics et devient architecte de la cour en 1858. Il prend sa retraite en 1863 et passe les dernières années de sa vie à Dresde, en Saxe, où il s'était installé pour raison de santé.
Il est inhumé au Trinitatisfriedhof (cimetière de la Trinité) de Dresde.

## Œuvres
On peut distinguer dans son œuvre, les ouvrages suivants :
- 1843 : hôtel particulier Pachkov, 10 quai Koutouzov à Saint-Pétersbourg
- 1843-1847: hôtel du comte Arseni Zakrevski puis passe dans la famille Zoubov. Il deviendra l' Institut russe d'histoire de l'art en 1912
- 1841-1844 : maison Pachkov, 39 perspective Liteïny à Saint-Pétersbourg
- 1844 : immeuble Garfunkel, au 47 rue Sadovaïa à Saint-Pétersbourg
- 1847 : datcha Saltykov, 4 rue de l'académicien Krylov à Saint-Pétersbourg
- 1847-1848 : Reconstruction de l'immeuble de rapport Kitner, 7 place Saint-Isaac à Saint-Pétersbourg
- 1852-1855 : Bourse de Riga en style néo-Renaissance
- 1852-1858 : hôtel particulier Youssoupov, de style néo-Renaissance, 42 perspective Liteïny à Saint-Pétersbourg
- 1853-1857 : maison du prince Lev Viktorovitch Kotchoubeï (appartenant plus tard au diplomate et mécène Youri Netchaïev-Maltsov), 30 rue Tchaïkovski à Saint-Pétersbourg
- 1853-1857 : maison des Maures, manoir du prince Mikhaïl Viktorovitch Kotchoubeï, 7, avenue des Gardes à Cheval à Saint-Pétersbourg, depuis 1994, reconnue comme patrimoine culturel d'importance fédérale.
- 1857-1860 : hôtel particulier d'Élisabeth Bourtoulina, 10 rue Tchaïkovski à Saint-Pétersbourg
- 1859-1860 : église estonienne Saint-Jean, 54 rue des Décembristes à Saint-Pétersbourg
- 1862-1865 : église réformée allemande, avec David Grimm, 58 rue Bolchaïa Morskaïa à Saint-Pétersbourg
- Reconstruction du château de Znamenka, à Peterhof
- Palais de Mikhaïlovka à Peterhof
- 1872 : plans de l'église russe de Dresde

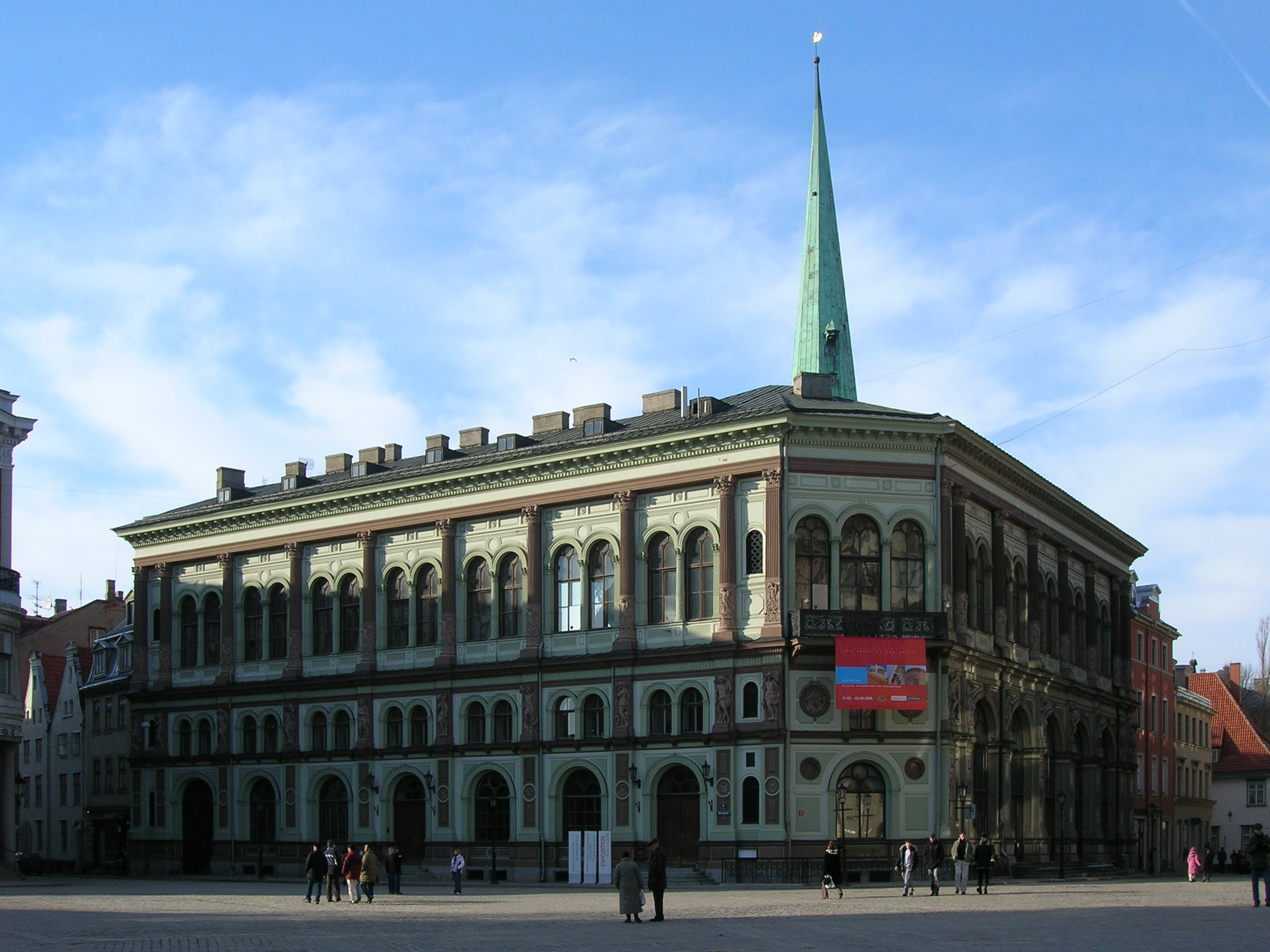
Vue de la Bourse de Riga
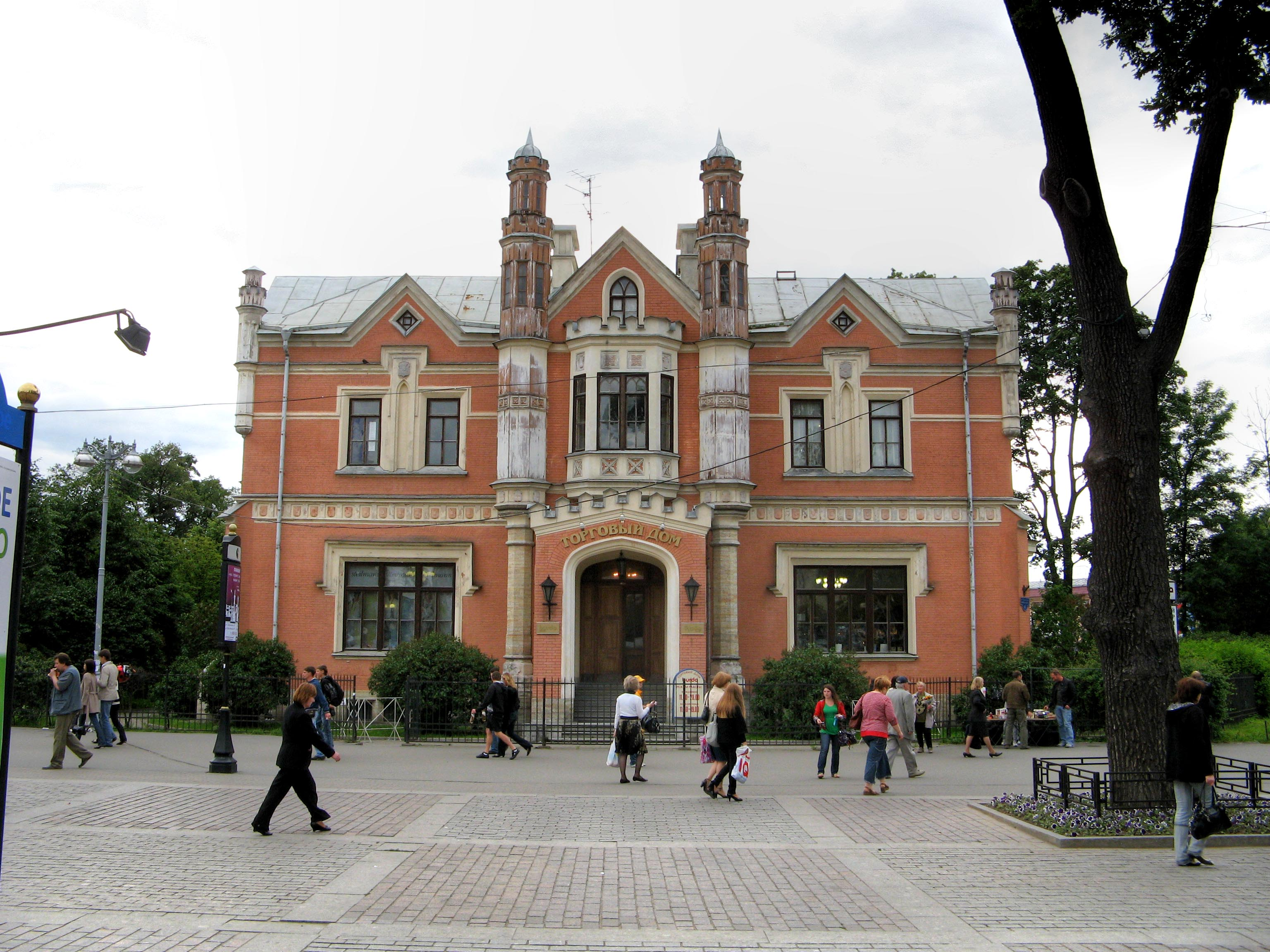
Vue de la datcha Saltykov
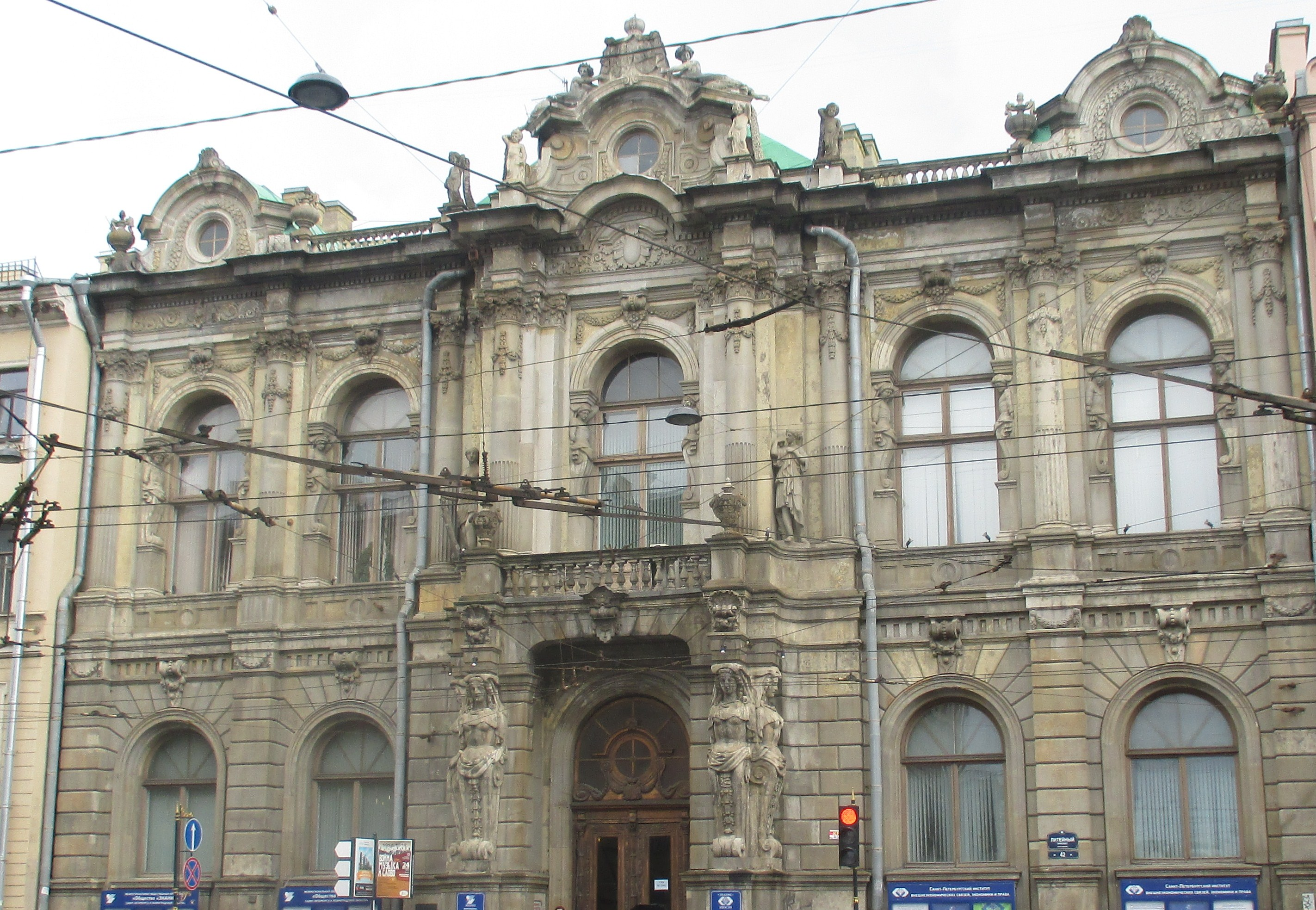
Hôtel particulier Youssoupov à Saint-Pétersbourg
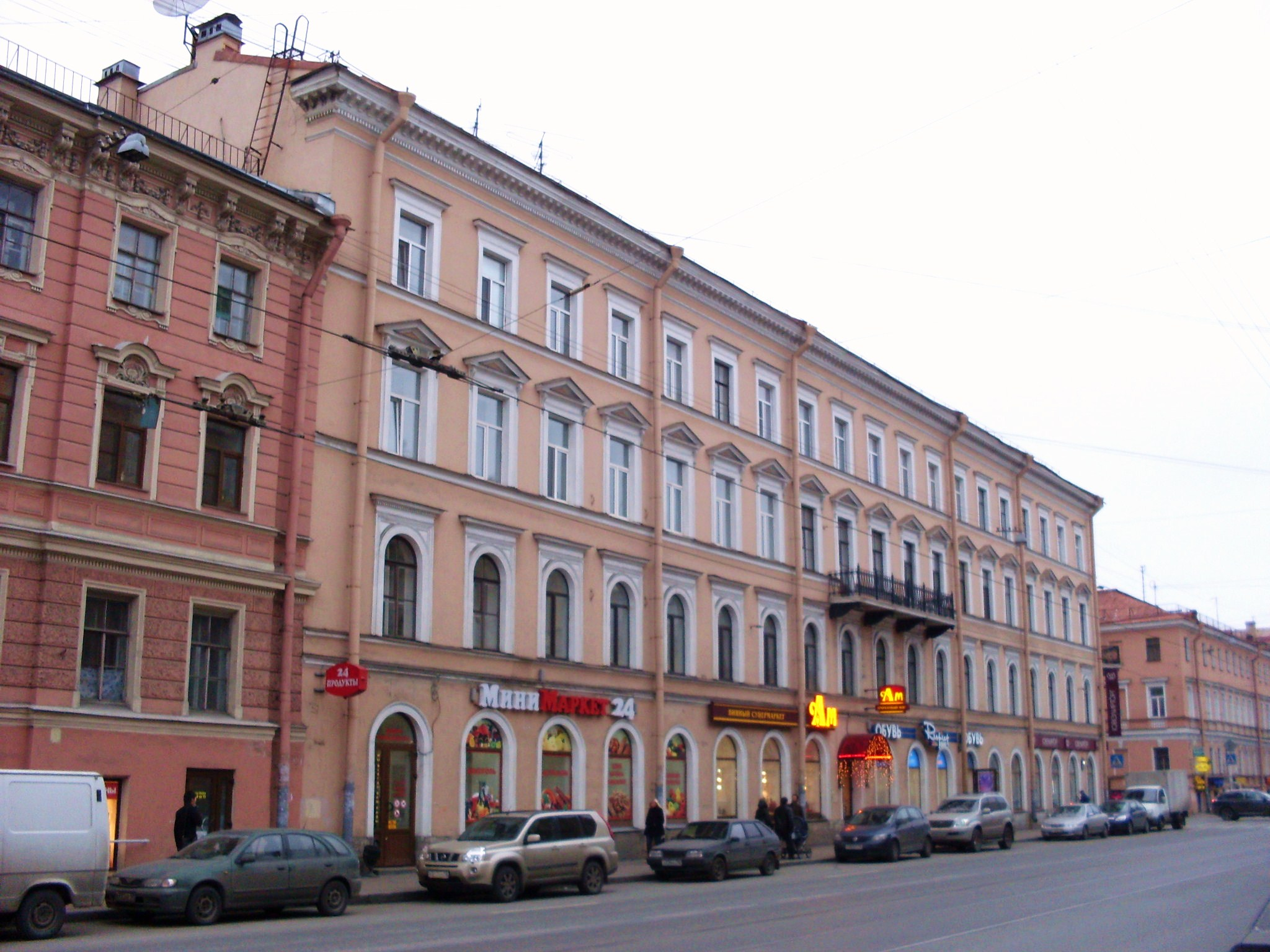
Immeuble Garfunkel à Saint-Pétersbourg
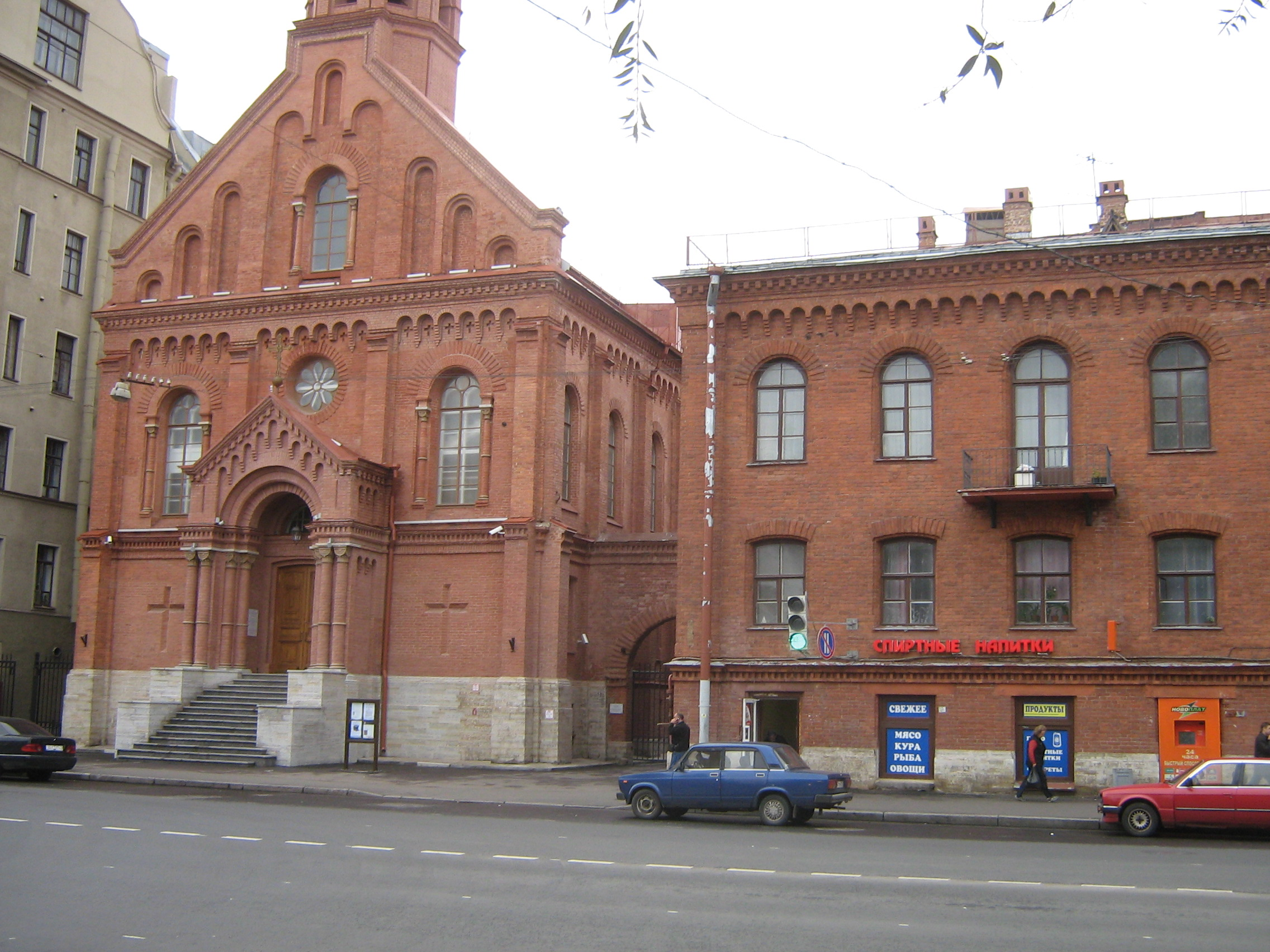
Vue de l'église estonienne Saint-Jean et de l'ancienne maison paroissiale à droite, à Saint-Pétersbourg
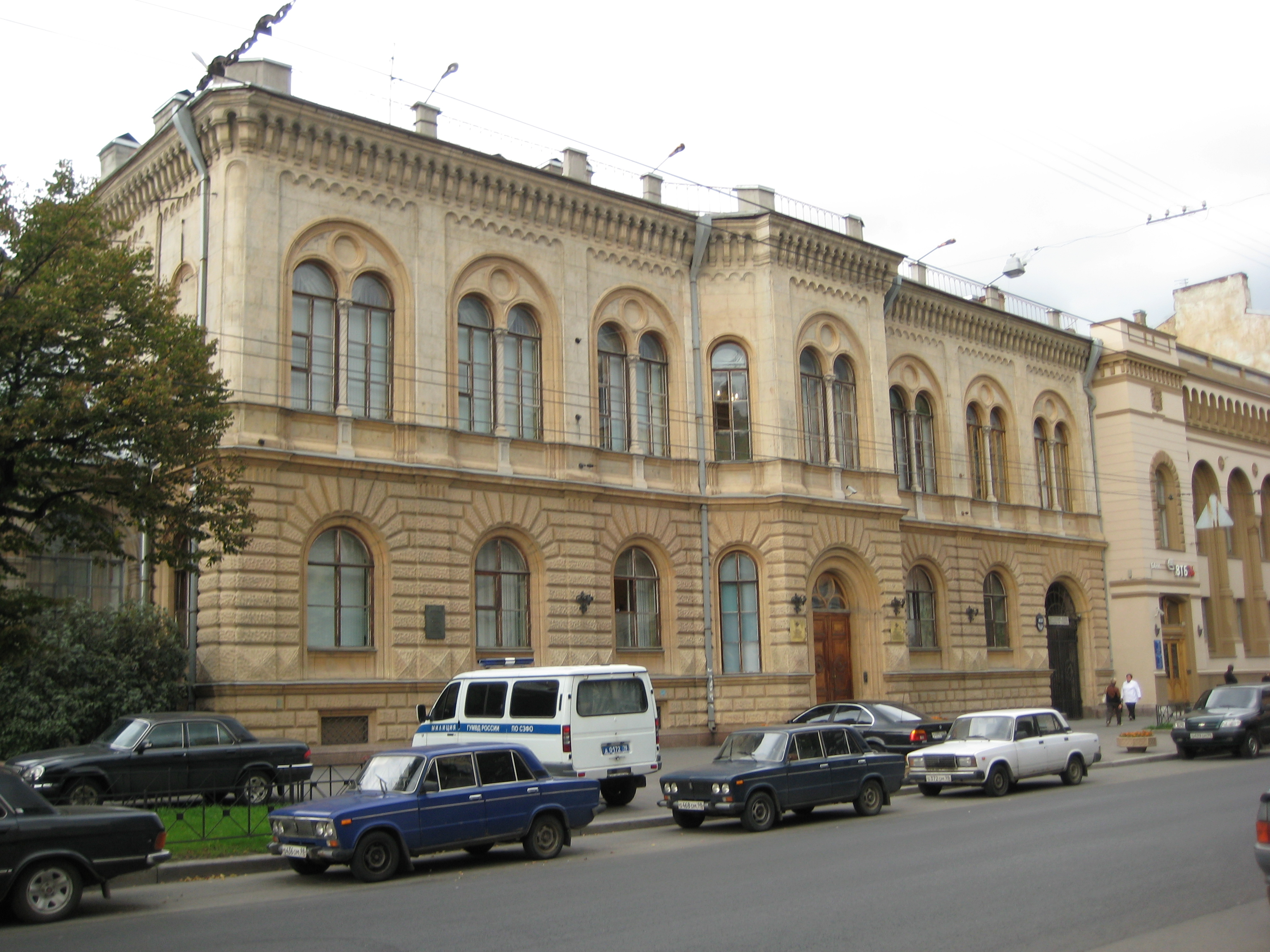
Maison du prince Lev Viktorovitch Kotchoubeï, 30, rue Tchaïkovski à Saint-Pétersbourg